# Bahnhof Bingen (Rhein) Stadt

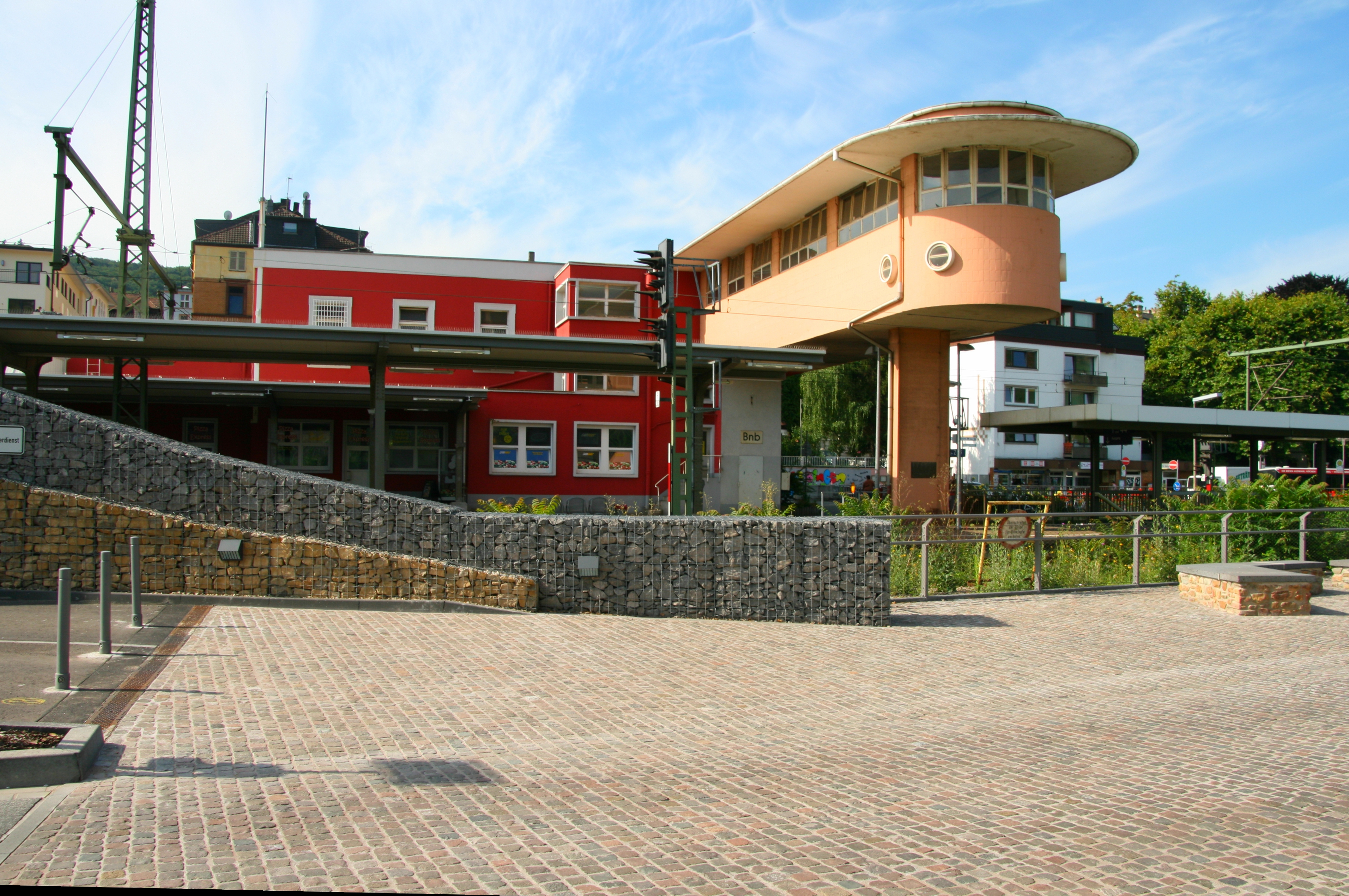
Anbau mit Brückenstellwerk

Betriebsgenehmigung für den Anschluss zum Rheinhafen, 1892

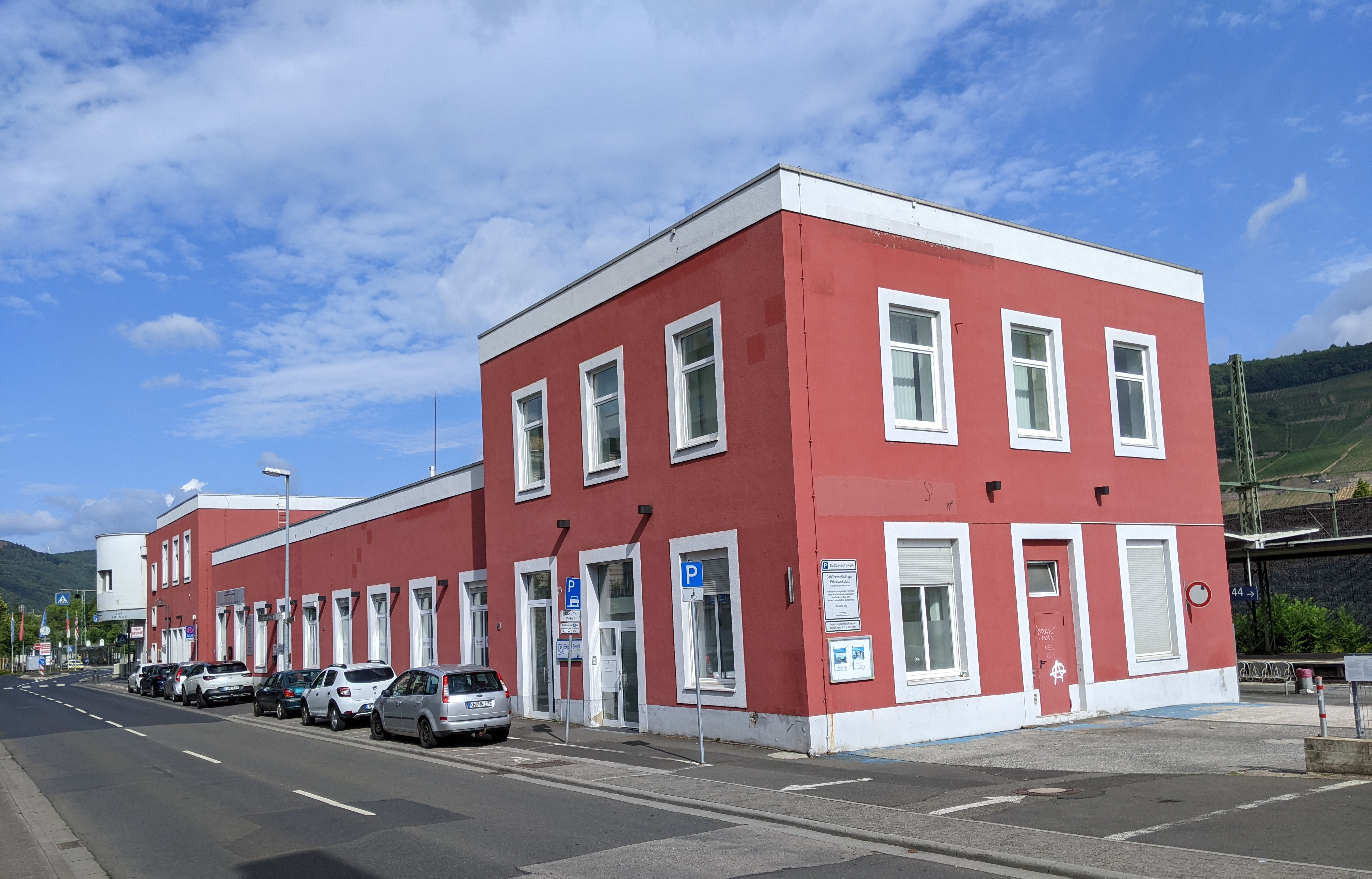
Bahnhofsgebäude

Der Bahnhof Bingen (Rhein) Stadt ist nach dem Binger Hauptbahnhof der zweitgrößte Bahnhof in der rheinland-pfälzischen Stadt Bingen am Rhein. Der Bahnhof liegt an der linken Rheinstrecke von Koblenz nach Mainz. Des Weiteren zweigt hier die Rheinhessenbahn nach Worms ab.

## Geschichte
Am 17. Oktober 1859 ging die linke Rheinstrecke zwischen Mainz und Bingen im Güterverkehr in Betrieb. An dieser liegt auch der Bahnhof Bingen (Rhein) Stadt. Betrieben wurde diese von der Hessischen Ludwigsbahn. Der Stadtbahnhof war früher ein Grenzbahnhof an der preußisch-hessischen Grenze.
Ein neues Empfangsgebäude wurde um 1880 errichtet. Als Anbau an das Empfangsgebäude entstand nach Entwurf des Architekten und Reichsbahn-Baubeamten Hans Kleinschmidt ein gleisüberspannendes Brückenstellwerk, das 1937 in Betrieb genommen wurde.
Unmittelbar vor dem Ende des Zweiten Weltkriegs wurde der Bahnhof am 15. Februar 1945 noch mit dem Bahnhof Bingerbrück vereinigt.
Das Brückenstellwerk Bingen Stadt – Bnb sowie die drei Stellwerke Bingerbrück Ostturm – Bot, Bingerbrück Kreuzbach – Bkb und Bingerbrück Westturm – Bwt im benachbarten Binger Hauptbahnhof wurden am 3. Februar 1996 außer Betrieb genommen und durch das Zentralstellwerk Bf an der Eisenbahnbrücke in Bingen Hbf ersetzt. Heute steht das Stellwerk Bingen Stadt - Bnb unter Denkmalschutz.

## Lage
Der Stadtbahnhof liegt zwei Kilometer östlich des Binger Hauptbahnhofs, direkt gegenüber dem historischen Hafenkran und zentral in der Stadt. Der Stadtbahnhof hat durch seinen angrenzenden Busbahnhof einen besseren Anschluss an den öffentlichen Busverkehr der Stadt als der Hauptbahnhof.

## Gleise
Der Stadtbahnhof von Bingen besitzt vier Gleise an drei Bahnsteigen. Vom Hausbahnsteig an Gleis 1 fahren die Züge der Linie RB 26 zum Mainzer Hauptbahnhof über Gau Algesheim, Ingelheim, Heidesheim (Rheinhessen), Budenheim und Mainz-Mombach. Durch eine Unterführung gelangt man zum Bahnsteig mit den Gleisen 2 und 3. Von Gleis 2 fahren die Züge in Richtung Bingen Hbf sowie weiter über Bacharach, Oberwesel, St. Goar und Boppard Hbf nach Koblenz Hbf. Gleis 3 dient nur als Ausweichgleis für Überholungen langsamerer Züge. Östlich des Empfangsgebäudes liegt südlich von Gleis 1 ein Stumpfgleis mit Zugang am Hausbahnsteig. Dieses Gleis trägt die Gleisnummer 44. Von Gleis 44 fahren die Züge der Rheinhessenbahn nach Worms Hbf über Gensingen-Horrweiler, Armsheim, Alzey und Monsheim.
Der Bahnsteig an Gleis 44 ist der einzige Bahnsteig, der etwa 2011 auf eine Bahnsteighöhe von 55 cm ausgebaut wurde und damit barrierefrei ist. Die anderen drei Bahnsteige sind nicht barrierefrei, genauso wie die Unterführung.

## Betrieb
Am Binger Stadtbahnhof halten fast ausschließlich Nahverkehrslinien. Hier hält die von trans regio betriebene MittelrheinBahn zwischen Mainz Hauptbahnhof und dem Bahnhof Köln Messe/Deutz. Am Stadtbahnhof beginnt die von der DB Regio AG betriebene Rheinhessenbahn nach Worms Hauptbahnhof. Vereinzelt hält hier auch die von SÜWEX betriebene Regional-Express-Linie RE 2 zwischen Koblenz Hauptbahnhof und Frankfurt (Main) Hauptbahnhof.
| Linie | Zuglauf | Takt                                    |
| ----- | --- | --------------------------------------- |
| RB 26 | MittelrheinBahn: (Köln/Bonn Flughafen –) (nur im Nachtverkehr) Köln Messe/Deutz – Köln Hbf – Köln West – Köln Süd – Hürth-Kalscheuren – Brühl – Sechtem – Roisdorf – Bonn Hbf – Bonn UN Campus – Bonn-Bad Godesberg – Bonn-Mehlem – Rolandseck – Oberwinter – Remagen – Sinzig (Rhein) – Bad Breisig – Brohl – Namedy – Andernach – Weißenthurm – Mülheim-Kärlich – Koblenz-Lützel – Koblenz Stadtmitte – Koblenz Hbf – Rhens – Spay – Boppard Hbf – Boppard-Bad Salzig – Boppard-Hirzenach – Sankt Goar – Oberwesel – Bacharach – Niederheimbach – Trechtingshausen – Bingen (Rhein) Hbf – Bingen (Rhein) Stadt – Bingen-Gaulsheim – Gau Algesheim – Ingelheim – Heidesheim (Rheinhessen) – Uhlerborn – Budenheim – Mainz-Mombach – Mainz Hbf Stand: Fahrplanwechsel Dezember 2021 | 60 min 30 min (Bingen–Mainz wochentags) |
| RB 35 | Rheinhessenbahn: Worms – Monsheim – Alzey – Armsheim – Gau-Bickelheim – Gensingen-Horrweiler – Bingen (Rhein) Stadt | 60 min                                  |